# غمرة الذنب
إن دائرة الذنب أو guilt trip هي الشعور بالذنب والمسؤولية، وبالأخص تلك المشاعر غير المبررة التي يستفزها أحدهم بداخلنا. إن خلق الشعور بالذنب لشخص ما يمكن أن يعتبر نوعًا من التلاعب النفسي في شكل عقاب على تجاوز واضح. وتعتبر دائرة الشعور بالذنب نوع من العدوان السلبي.
ويتم تذكير الضحايا بموقف سيء فعلوه وجعلهم يشعرون بالذنب حيال ذلك ومن ثم إعطائهم خيار للهروب من الشعور بالذنب. ويعتمد هذا الخيار على الشيء الذي يريد المتلاعب أن يفعله الضحايا. وعادة ما يشعر الأشخاص أنهم مضطرون للإذعان لتلك للمطالب كوسيلة للحصول على إرضاء الآخرين.
ويفسر جورج  ك. سيمون دائرة الشعور بالذنب بأنها نوع خاص من وسائل التخويف. فالشخص المتلاعب هو أناني للغاية، حيث يقوم باتهام الشخص المعترف بذنبه بأنه غير مهتم به بالشكل الكافي. وهذا يؤدي بالضحايا في الغالب إلى الشعور بمشاعر سلبية ويضعهم في موقف يشعرهم بالشك تجاه أنفسهم وبالقلق والخضوع.
نشر أول استخدام متعارف عليه لهذا المصطلح في عام 1967.
وتعد الدراسات التي تتناول موضوع دائرة الشعور بالذنب محدودة، فهي تميل إلى التركيز على دائرة الشعور بالذنب في علاقة الآباء والأبناء.